# Louis Maxson
Louis William Maxson, né le 2 juillet 1855 à Herbertville en Californie (dans le comté d'Amador) et mort le 2 juillet 1916 à Baltimore (Maryland), est un archer américain.

## Biographie
Aux Jeux olympiques d'été de 1904 se tenant à Saint-Louis, Louis Maxson est sacré champion olympique par équipe avec les Potomac Archers. Il dispute aussi les épreuves de double american round et en double york round, et se classe à la douzième place.